# مسجد ولیعصر (خرمشهر)
مسجد ولیعصر بنایی مربوط به دوران پهلوی در خرمشهر است. این مسجد در کنار یادمان شهدای نهرخَیِن در نزدیکی روستای خین در جاده شلمچه قرار دارد. این اثر در تاریخ ۸ دی ۱۳۹۰ با شماره ثبت ۳۰۷۶۸ به‌عنوان یکی از آثار ملی ایران به ثبت رسید.

## جسارت‌های وابسته
- فهرست مسجدهای ایران

فهرست آثار تاریخی خوزستان
- آثار ملی ایران
- سازمان میراث فرهنگی، صنایع دستی و گردشگری